# Frits Meuring
Friedrich Wilhelm (Frits) Meuring (Amsterdam, 6 juni 1882 - Haarlem, 28 mei 1973) was een zwemmer, die Nederland in 1908 vertegenwoordigde bij de Olympische Spelen in Londen.
Meuring kwam in de hoofdstad van Groot-Brittannië uit op de 400 meter vrije slag. Op dat onderdeel werd hij voortijdig (zevende serie) uitgeschakeld. Hij was een van de zeven zwemmers, die Nederland vertegenwoordigde bij de vierde Olympische Spelen. De anderen waren de broers Bouke en Lamme Benenga, Johan Cortlever, Piet Ooms, Eduard Meijer en Bartholomeus Roodenburch. Meuring overleed op 28 mei 1973 in Haarlem op de leeftijd van negentig jaar.